# Stupárovice
Stupárovice (německy Stuparowitz) je malá vesnice, část města Golčův Jeníkov v okrese Havlíčkův Brod. Nachází se asi 1,5 km na sever od Golčova Jeníkova. V roce 2009 zde bylo evidováno 31 adres. V roce 2001 zde žilo 72 obyvatel.
Stupárovice je také název katastrálního území o rozloze 1,96 km2.

## Fotogalerie

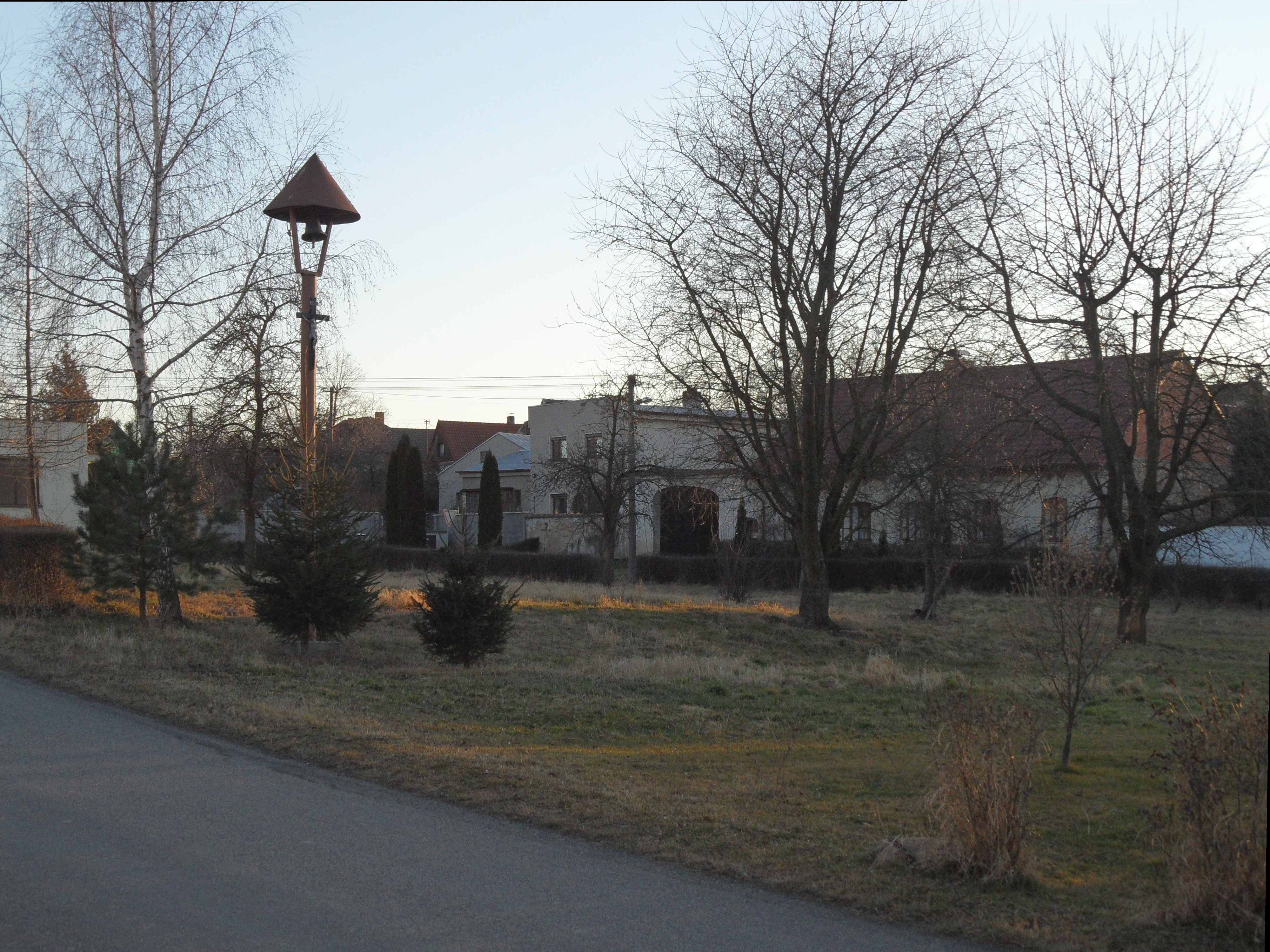
Celkový pohled na náves se zvoničkou
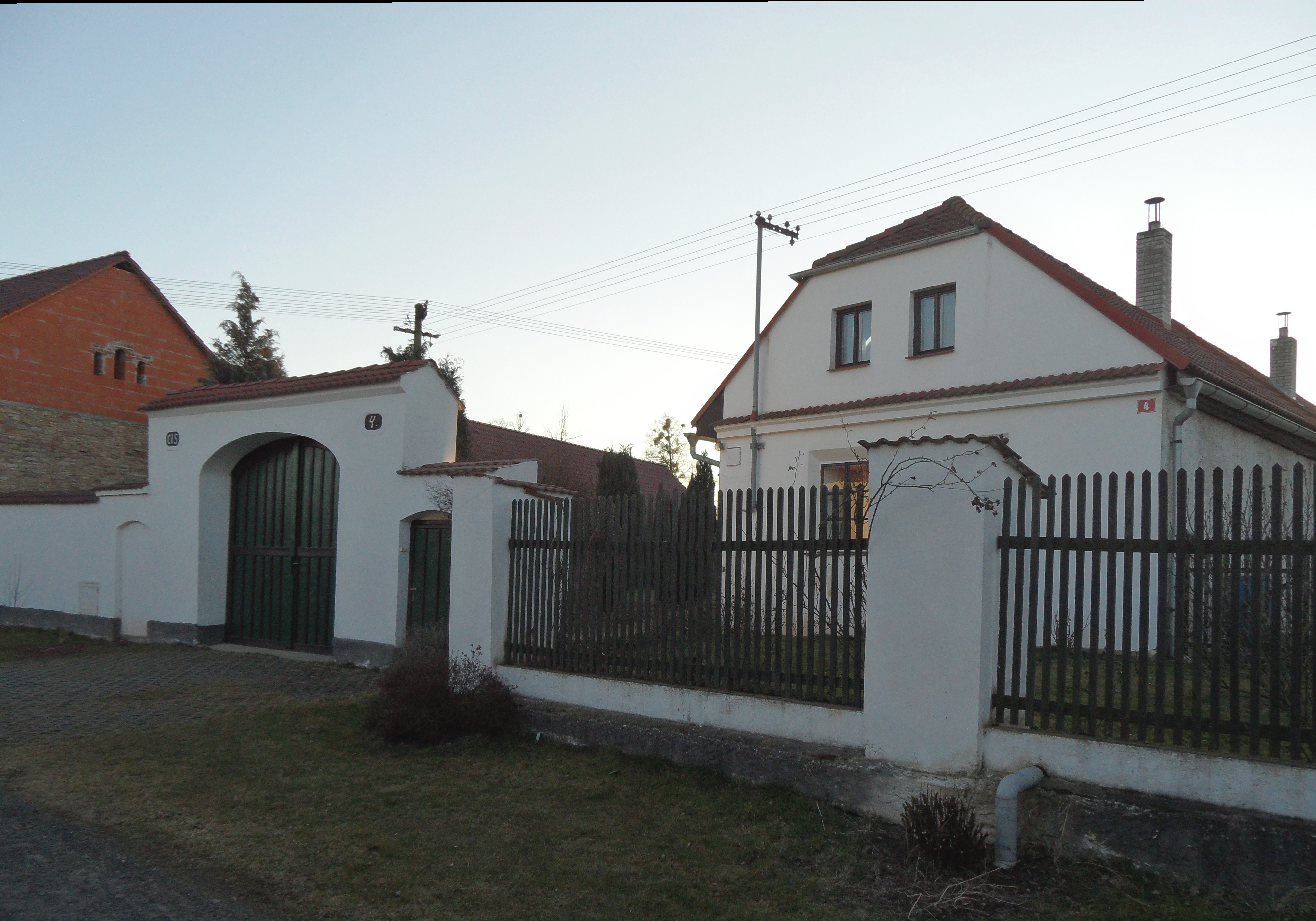
Dům s bránou čp. 4
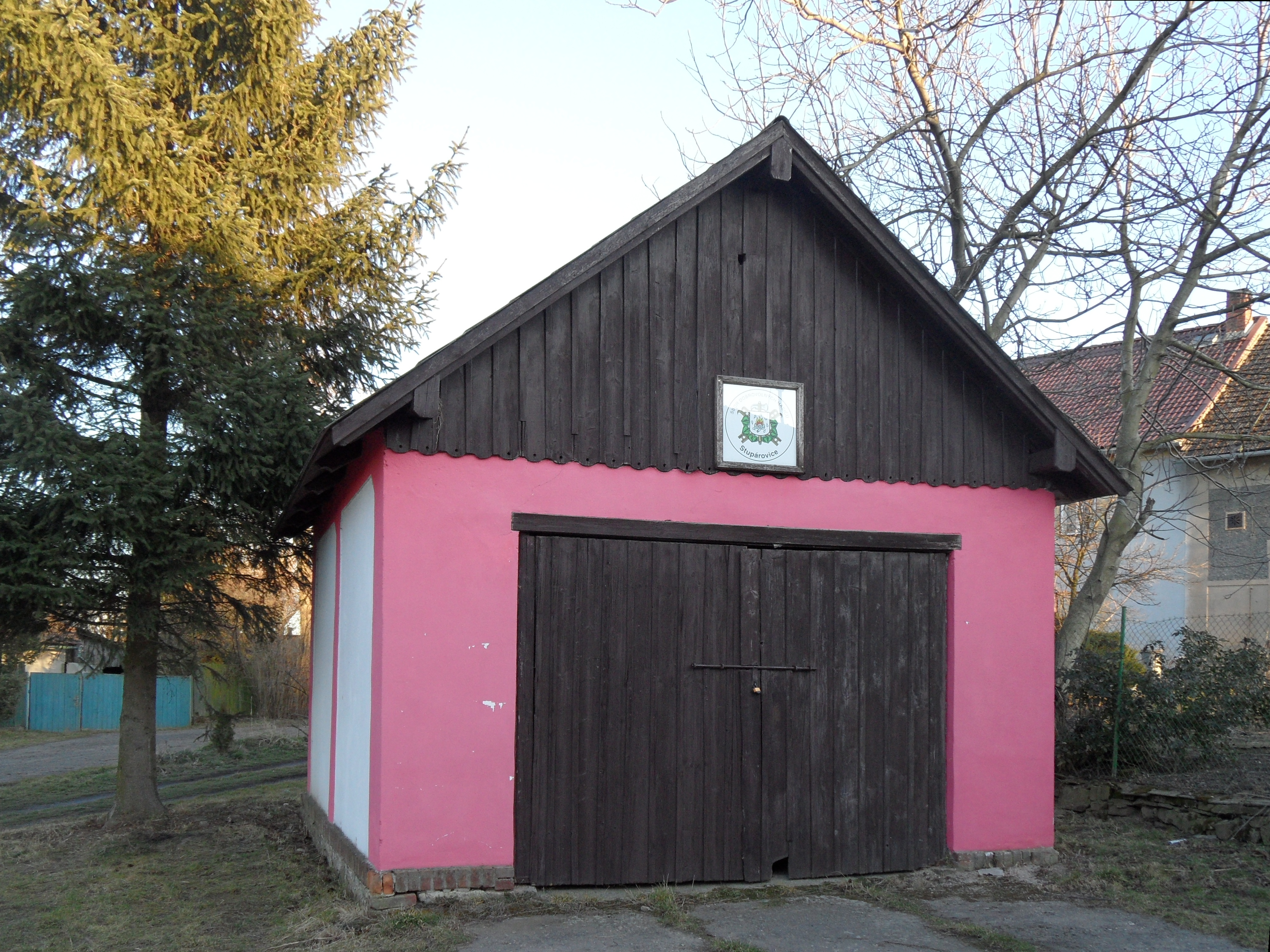
Hasičská zbrojnice
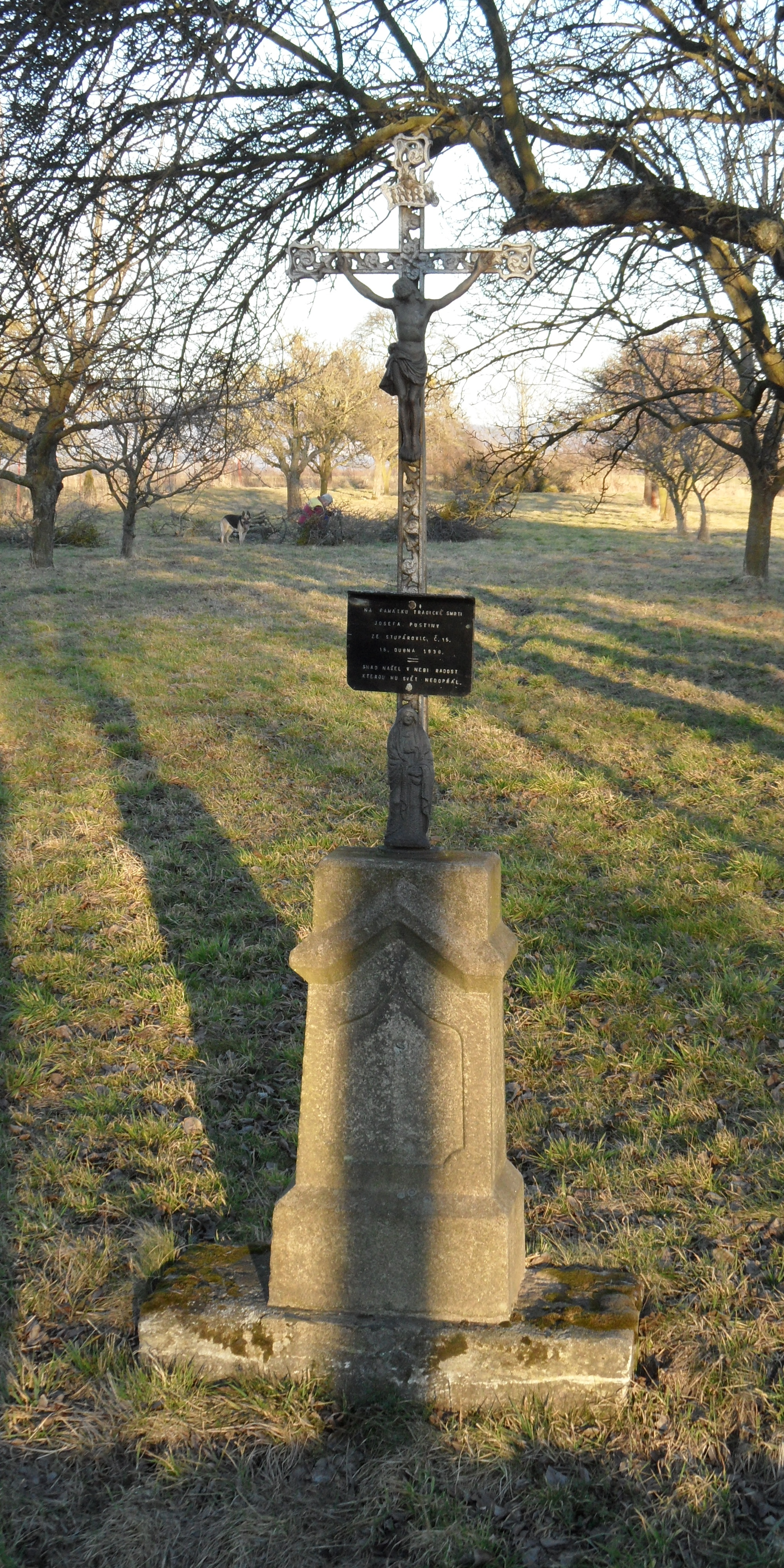
Křížek na okraji obce, směr Golčův Jeníkov
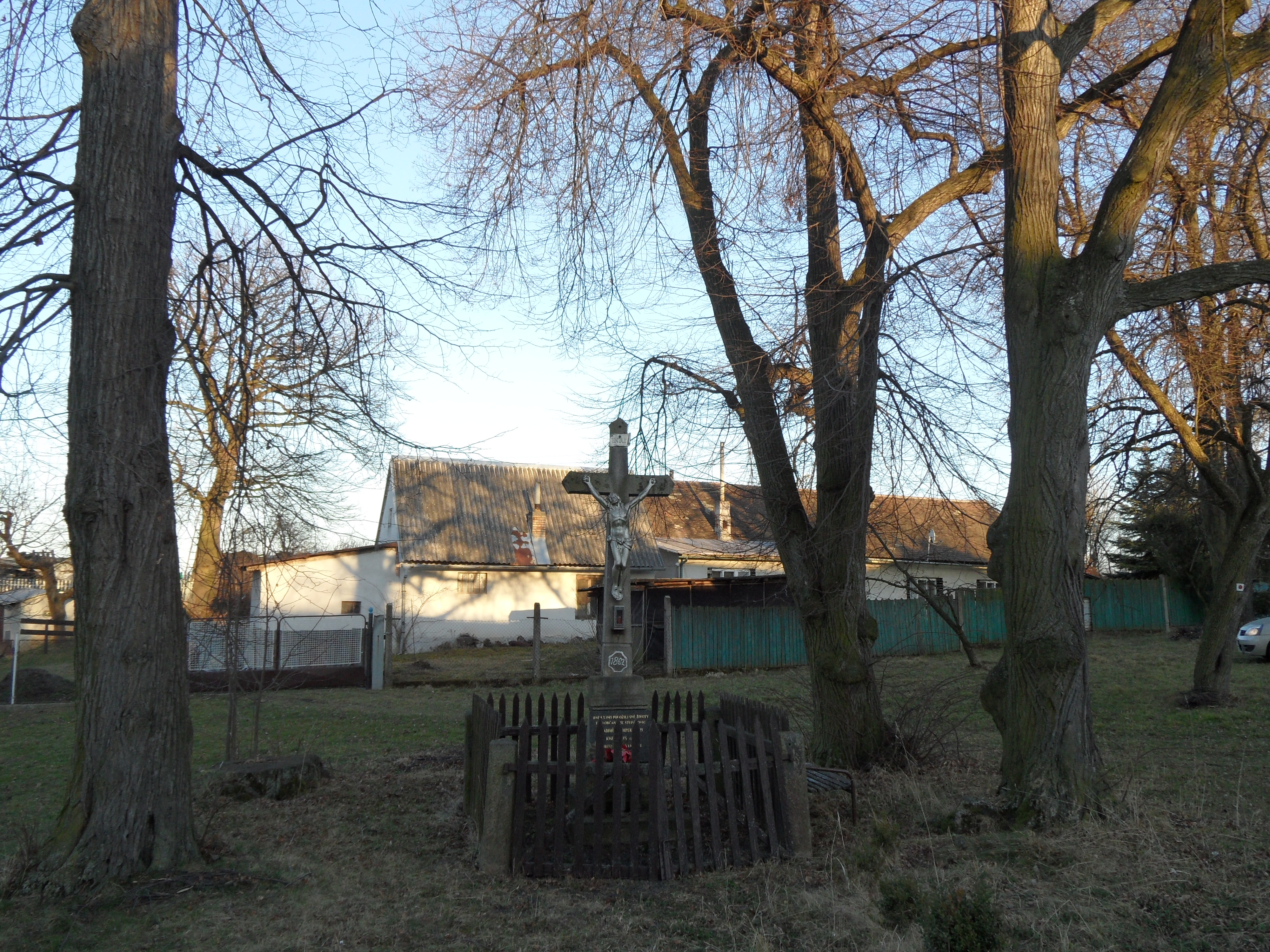
Křížek obklopený stromy, vedle hasičské zbrojnice
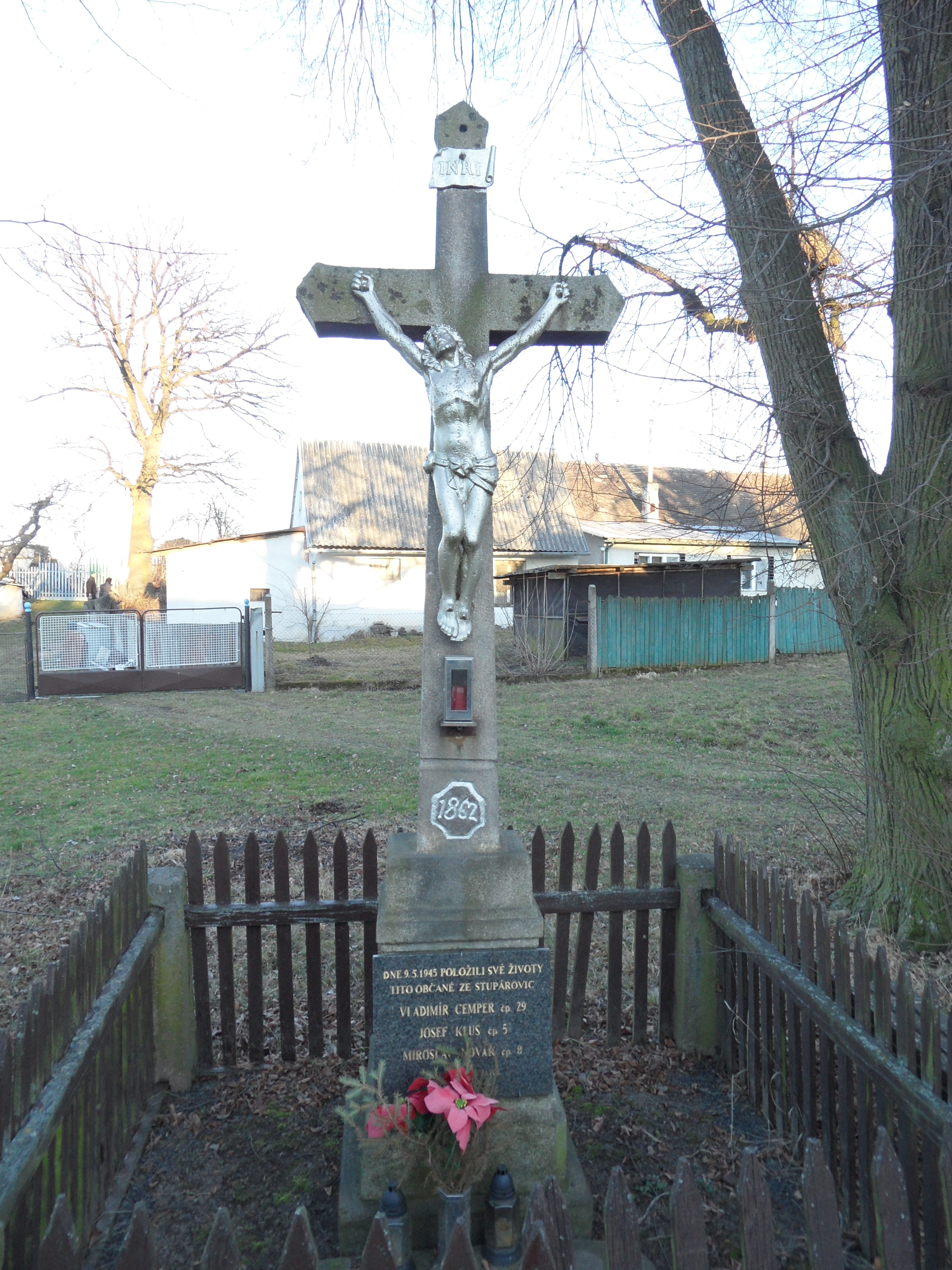
Křížek (1862) a pamětní deska obětem 2. světové války: detail
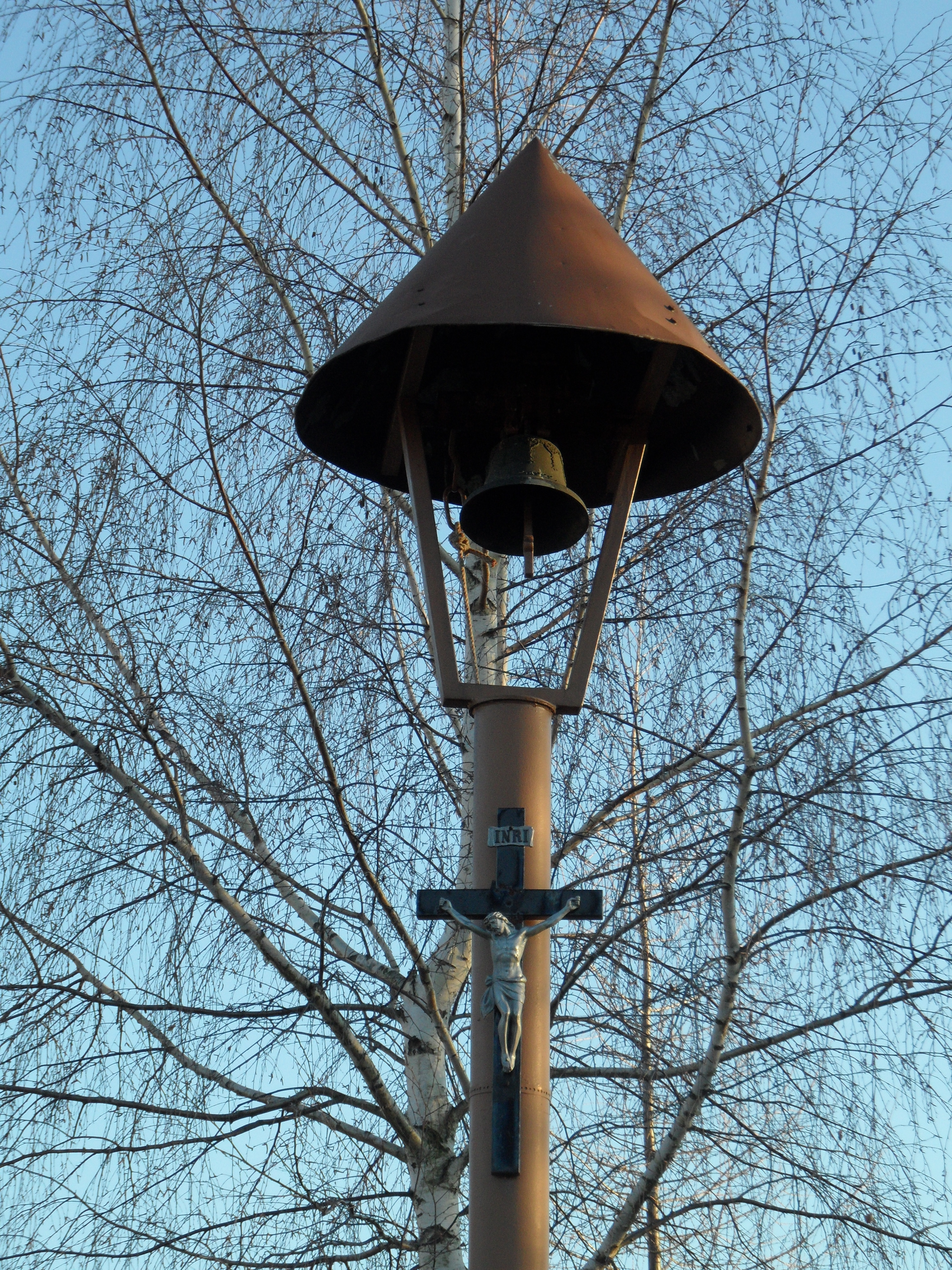
Zvonička s malým křížkem na návsi
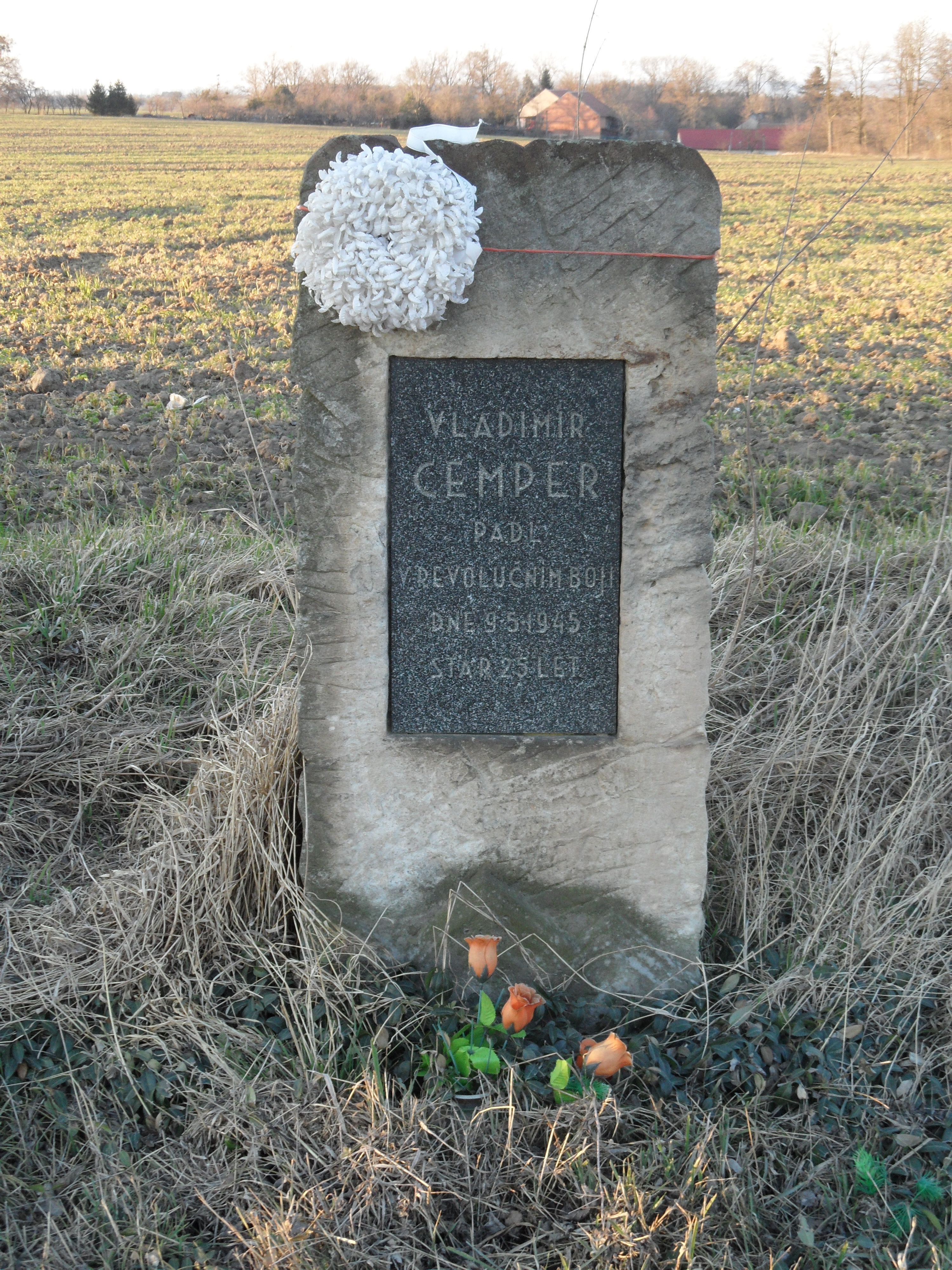
Pomníček oběti 2. světové války, za vsí u silnice směr Skryje